# Kanton Treffort-Cuisiat
Treffort-Cuisiat is een voormalig kanton van het Franse departement Ain. Het kanton maaktr deel uit van het arrondissement Bourg-en-Bresse tot het in 2015 werd opgeheven. De gemeenten zijn opgenomen in het kanton Saint-Étienne-du-Bois.

## Gemeenten
Het kanton Treffort-Cuisiat omvatte de volgende gemeenten:
- Chavannes-sur-Suran
- Corveissiat
- Courmangoux
- Germagnat
- Meillonnas
- Pouillat
- Pressiat
- Saint-Étienne-du-Bois
- Treffort-Cuisiat (hoofdplaats)